# Lamartine Babo
Lamartine de Azeredo Babo (Rio de Janeiro, 10 de janeiro de 1904 – Rio de Janeiro, 16 de junho de 1963) foi um cantor e compositor popular brasileiro. 

## Biografia
Nascido na Tijuca, Lamartine Babo foi um dos doze filhos de Leopoldo Azeredo Babo e Bernarda Preciosa Gonçalves, sendo um dos três que chegaram à idade adulta. 
Lamartine nasceu no mesmo ano da fundação do seu clube de coração, o tradicional America Football Club. Formou-se em Ciências Jurídicas e Sociais na então Faculdade de Direito da Universidade do Rio de Janeiro, atual Faculdade Nacional de Direito da Universidade Federal do Rio de Janeiro (UFRJ). 

Mesmo tendo sido um leigo em técnica musical, Lamartine criou melodias resultantes de seu espírito inventivo e versátil. Começou a compor aos catorze anos - a valsa "Torturas do Amor" e, aos dezesseis anos, compõe a opereta "Cibele". Quando foi para o Colégio São Bento dedicou-se a músicas religiosas.

Em 1958

Porém, foi através das marchinhas carnavalescas, cantadas até hoje, como O Teu Cabelo Não Nega, Grau 10, Linda Morena, e A Marchinha do Grande Galo, que o seu nome se tornou mundialmente conhecido como o Rei do Carnaval. Em suas letras, predominavam o humor refinado e a irreverência. Lamartine  compôs a toada "Zeca Ivo" em homenagem ao seu amigo e compositor José Ivo da Costa, o Zeca Ivo. Também compôs em parceria com Zeca Ivo o fado-toada "A vida é um inferno onde as mulheres são os demônios".
Em 1937, na cidade mineira de Boa Esperança, numa situação inusitada, compôs o famoso samba-canção Serra da Boa Esperança.

Em 1949, compôs os hinos alternativos (não-oficiais) dos 11 participantes do Campeonato Carioca de Futebol daquele ano, com patrocínio do programa de rádio Trem da Alegria, que lançou LPs de cada um dos clubes. Em um só dia Lamartine Babo compôs os famosos hinos dos considerados seis maiores e mais tradicionais times de futebol do Rio de Janeiro - sendo o primeiríssimo em seu coração o America Football Club, além de Flamengo, Vasco da Gama, Fluminense, Botafogo e Bangu. Em seguida foram escritos os hinos dos clubes considerados "menores" (apesar de não menos tradicionais e importantes), sendo eles o São Cristóvão, Madureira, Olaria, Bonsucesso e Canto do Rio. Esses hinos são, na verdade, hinos populares, sendo os hinos oficiais da maioria dos clubes músicas diferentes. Segundo o professor e músico Bruno Castro, os hinos populares de Babo não foram escritos todos de uma vez só, em um único dia.
Lalá, como era conhecido, era uma das pessoas mais bem humoradas e divertidas de sua época, não perdendo nunca a chance de um trocadilho ou de uma piada. Em uma entrevista afirmou "Eu me achava um colosso. Mas um dia, olhando-me no espelho, vi que não tenho colo, só tenho osso". Numa outra, o entrevistador pergunta qual era a maior aspiração dos artistas do broadcasting, Lalá não vacila: "A aspiração varia de acordo com o temperamento de cada um… Uns desejam ir ao céu… já que atuam no éter… Outros ‘evaporam-se’ nesse mesmo éter… Os pensamentos da classe são éter… ó… gênios…" - valeu-lhe o título de O Pior Trocadilho de 1941.
E aconteceu também o caso dos correios: Lalá foi enviar um telegrama, o telegrafista bateu então o lápis na mesa em morse para seu colega: "Magro, feio e de voz fina". Lalá tirou o seu lápis e bateu: "Magro, feio, de voz fina e ex-telegrafista".
Sua primeira marchinha gravada, foi a divertida "Os Calças-Largas", em que Lamartine debochava dos rapazes que usavam calças boca-de-sino. Em 1937, com a censura imposta pelo Estado Novo de Getúlio Vargas, carnavalescos irreverentes como Lamartine Babo ficaram proibidos de utilizar a sátira em suas composições. Sem a irreverência costumeira, as marchinhas não foram mais as mesmas.

## Vida pessoal
Era tio de Osvaldo Sargentelli, cujo pai — Leopoldo — nunca o reconheceu oficialmente.
Lamartine Babo casou-se com Maria José Barroso Babo, com quem não teve filhos. 
Tijucano e americano fanático, Lamartine protagonizou cenas memoráveis como o desfile que fez em carro aberto pelas ruas do centro do Rio, fantasiado de diabo, comemorando o último campeonato do América, em 1960.
Pobre, Lamartine Babo morreu vitimado por um infarto, no dia 16 de junho de 1963. Autor de mais de 400 canções, deixou seu nome no rol dos grandes compositores do Brasil.

## Homenagens
Seu amigo e parceiro João de Barro, o popular Braguinha, disse certa vez: "Costumo dividir o carnaval em duas fases: Antes e depois de Lamartine".
Pelo Decreto "E" nº 62, de 12/08/1963, a praça na Tijuca próxima ao 1º BPE (Batalhão de Polícia do Exército) e ladeada pela Avenida Maracanã, pela Rua Barão de Mesquita e pela Rua Pinto de Figueiredo recebeu o nome de Praça Lamartine Babo, homenageando o artista que em vida frequentava o local.
Em 1981, a escola de samba Imperatriz Leopoldinense conquistou seu primeiro bicampeonato com o enredo "O teu cabelo não nega", de Arlindo Rodrigues, uma comovente e divertida homenagem ao compositor. A escola reeditou o enredo em 2020, com o nome de "Só Dá Lalá".

## Controvérsias
Uma de suas obras mais queridas, o hino do America Football Club, tem sua melodia considerada plágio por alguns estudiosos da música, como João Vidal, professor da Escola de Música da UFRJ. Lamartine Babo, possivelmente, havia se inspirado na canção estadunidense de 1912 "Row, Row, Row", de William Jerome e Jimmie V. Monaco, ou mesmo copiou o hino da equipe de futebol australiano Richmond Tigers.